# Aegyptobia montana
Aegyptobia montana är en spindeldjursart som beskrevs av Priscilla Susan Bury och Krantz 1977. Aegyptobia montana ingår i släktet Aegyptobia och familjen Tenuipalpidae. Inga underarter finns listade i Catalogue of Life.